# Marco Oetken
Marco Oetken (* 1967) ist deutscher Chemiedidaktiker und Hochschullehrer. Er ist Professor für Didaktik der Chemie an der Pädagogischen Hochschule Freiburg.

## Leben
Im Jahr 1989 begann Oetken Chemie und Biologie für das Lehramt an Gymnasien an der Carl von Ossietzky Universität Oldenburg zu studieren. Nach dem Abschluss des 1. Staatsexamens 1994 folgte 1997 die Promotion zum Dr. rer. nat. im Fachbereich Chemie der Universität Oldenburg. Sein Doktorvater war Walter Jansen. Anschließend war Oetken Lehrbeauftragter für Didaktik der Chemie an der Universität Oldenburg und Habilitand. Parallel legte er die 2. Staatexamensprüfung für das Lehramt an Gymnasien in Wilhelmshaven ab. Im Jahr 2000 wurde er zum Akademischen Rat für Didaktik der Chemie an der Universität Oldenburg ernannt. 2001 habilitierte er sich an der Universität Oldenburg.
Im Jahr 2002 folgte Oetken einem Ruf auf eine C2-Hochschuldozentur an die Pädagogische Hochschule Weingarten. Zwischenzeitlich war er 2003 auch Vertretungsprofessor für Didaktik der Chemie an der Universität Wuppertal. Seit 2004 war er C3-Professor für Chemie und ihre Didaktik an der Pädagogischen Hochschule Freiburg. Oetken erhielt Rufe auf Professuren an der Justus-Liebig-Universität Gießen, der Universität Oldenburg und der Universität Münster, welche er ablehnte. Seit 2012 ist er W3-Professor für Didaktik der Chemie an der Pädagogischen Hochschule Freiburg.

## Weitere Tätigkeiten
- Seit 2016 verantwortlicher Redakteur der Zeitschrift Chemie konkret – CHEMKON, Forum für Unterricht und Didaktik; Wiley-VCH
- Seit 2016 Kuratoriumsmitglied der GDCh-Zeitschrift „Nachrichten aus der Chemie“
- Seit 2016 stellvertretender Vorsitzender der Fachgruppe Chemieunterricht der GDCh (Gesellschaft Deutscher Chemiker)
- Seit 2009: Schriftenleiter der Zeitschrift Praxis der Naturwissenschaften – Chemie in der Schule; Aulis Verlag Deubner
- Seit 2008: Herausgeber der Zeitschrift Chemie konkret – CHEMKON, Forum für Unterricht und Didaktik; Wiley-VCH
- Seit 2008: Herausgeber der Zeitschrift Praxis der Naturwissenschaften – Chemie in der Schule; Aulis Verlag Deubner

- Seit 2018 ist er einer von drei Chefredakteuren der Zeitschrift Chemkon.[2]

## Auszeichnungen
- 1999 erhielt Oetken den zusammen mit Matthias Ducci den Manfred und Wolfgang Flad-Preis.[3]
- Im Rahmen des Wissenschaftsforums Chemie 2017 (WiFo) in Berlin erhielt er am 12. September den Heinz-Schmidkunz-Preis.[4]

- Literaturpreise 2018 für besonders herausragende Fachartikel in Chemie & Schule (Österreich).[5]

## Schriften (Auswahl)
- mit Albert Jonas, Isabel Rubner: Thermochromie und die Funktionsweise von Thermopapier. In: Chemie in unserer Zeit. Band 54, Nr. 3, 2020, ISSN 1521-3781, S. 166–174, doi:10.1002/ciuz.201900849.
- mit Isabel Rubner, Theodor Grofe: „Power to Gas“ – ein Baustein zur schulpraktischen Umsetzung der Energiewende. In: CHEMKON. Band 24, Nr. 1, 2017, ISSN 1521-3730, S. 7–12, doi:10.1002/ckon.201610281.
- mit Martin Hasselmann: Elektrische Energie aus dem Kohlenstoffsandwich Lithium-Ionen-Akkumulatoren auf Basis redoxamphoterer Graphitintercalations-Elektroden. In: CHEMKON. Band 18, Nr. 4, 2011, ISSN 1521-3730, S. 160–172, doi:10.1002/ckon.201110161.
- mit Karin Petermann, Jens Friedrich: „Das an Schülervorstellungen orientierte Unterrichtsverfahren“. In: CHEMKON. Band 15, Nr. 3, 2008, ISSN 1521-3730, S. 110–118, doi:10.1002/ckon.200810074.
- Matthias Ducci, Marco Oetken: Nerven wie Drahtseile: elektrochemische Modellexperimente zur Simulation der Erregungsleitung in Nervenfasern. Hrsg.: Wolfgang Glöckner (= Praxis Schriftenreihe Chemie. Nr. 59). Aulis-Verlag Deubner, Köln 2007, ISBN 978-3-7614-2727-9.
- Oszillierende Reaktionen in elektrochemischen Systemen als Beispiel strukturbildender Prozesse. Selbstverlag, Oldenburg 1997 (Dissertation, Universität Oldenburg, 1997).